# Попов, Лазарь Иванович
Ла́зарь Ива́нович Попо́в (20 ноября [3 декабря] 1910, Чамское, Вятская губерния — 4 января 1984, Горький) — советский хозяйственный, государственный и политический деятель. Член ВКП(б).

## Биография
Родился в 1910 году в деревне Старочамское (ныне — Чамское в Уржумском районе Кировской области).
В 1931 году окончил Кировский педагогический институт. Работал преподавателем, директором Шахунского педагогического техникума; заведовал Шахунским РОНО.
С 1940 года — на партийной работе: первый секретарь Шахунского райкома, Чкаловского (1944—1950), Павловского (1950—1951) райкомов ВКП(б). В 1951—1954 годы — начальник планово-финансового отдела Горьковского обкома КПСС.
В 1954—1958 годы — первый секретарь Кустанайского горкома КПСС (Казахская ССР). В последующем работал в управлении МТС Волго-Вятского совнархоза.
Избирался депутатом (от Горьковской области) Совета Союза Верховного Совета СССР 3-го созыва (1950—1954).
Умер в 1984 году в Горьком, похоронен на Бугровском кладбище.

## Награды
- орден Трудового Красного Знамени[1][2],
- орден Отечественной войны II степени[2][К 2],
- медали.

## Комментарии
1. ↑  В источниках[1][2] ошибочно указано Старочимское.
2. ↑  В некоторых источниках[1] указывается I степень ордена.